# 경찰과 도둑
경찰과 도둑(ケイドロ 케이도로[*] 또는 ドロケイ 도로케이[*])은 술래잡기의 하나이다. 줄여서 경도(警泥)로도 표기된다. 일본의 전승놀이 중의 하나이다.
‘경찰’(형사, 경관)과 ‘도둑’의 두 팀으로 나뉘어서 경찰이 도둑을 잡아서 ‘감옥’에 넣는다는 설정이다.
지역에 따라서 여러 이름이 있다.

## 개요
경찰(술래)과 도둑(도망치는 쪽)으로 나뉘어서 하는 술래잡기이다. 경찰은 숨어 있는 도둑을 찾아서 잡으며 감옥에 넣는다. 감옥에 갇힌 도둑도 동료 도둑이 구해준다면 다시 도망갈 수가 있다. 도둑이 모두 체포될 경우에 게임이 끝나며, 경찰과 도둑이 바뀌어서 다음 게임을 진행한다.
넓은 곳에서 여러 사람들과 하는 다이내믹한 놀이이며 이야기성이 있는 스릴 있는 설정도 있어서 어린이들에게 인기가 있는 술래잡기 중의 하나가 되었다. 일본에서는 쇼와 이전부터 해 왔던 전승놀이 중의 하나이며 지역에 따라서 여러 이름으로 불리고 있다(#지역별 이름 참조). 단, 경찰이 도둑을 쫓는 것과 같은 놀이는 일본 이외에서도 보인다
술래와 쫓기는 자들의 관계는 집단과 집단의 관계가 되는 것에서 같은 팀끼리의 협력이나 작전이 중요해진다{Sfn|増田|2013|pp=113-112}.

## 놀이 방법

### 인원수
10명 이상이 바람직하지만 사람이 많이 없더라도 경찰 수를 1명이나 2명으로 해서 즐길 수가 있다. 정해진 인원 수의 한계는 없으며 20명 이상이라도 가능하다.

### 장소
학교 운동장이나 공원, 광장 등 숨을 곳이 있는 넓은 장소가 적절하다. 다만, 너무 너무 넓으면 나태해지기 때문에 도둑이 도망치기 좋은 범위를 사전에 정해두면 좋다.

### 기본적인 규칙
1. 역할 나누기
가위바위보 등으로[16][22][20] ‘경찰’과 ‘도둑’으로 두 팀을 나눈다[11][13][22][20].
2. ‘감옥’ 정하기
사전에 감옥 위치를 정해둔다[10][11][22][20]。
축구 골대나 정글짐, 모래밭 등이 있으며 그곳을 감옥으로 해도 좋으며[14] 지면에 원[20]이나 사각형[16]을 그려서 그 안을 감옥이라고 정해도 된다[16][20]. 또, 나무나 철봉[1], 정글짐[20]을 감옥으로 해서 잡은 도둑을 그곳에 손을 잡는 것도 할 수 있다[1][20].
감옥 장소를 정할 수 있는 것은 경찰쪽인 경우도 있다[1][22].
3. 놀이 시작
경찰은 감옥 속에서 50[1][22] 또는 100[16][12][13] 내지 200[12]을 세며, 그 사이에 도둑은 도망가며 숨을 수 있다[1][12][13][22].
수를 다 세면 경찰은 도둑을 찾으며, 발견하면 쫓아가서 도둑을 터치하는 것으로 도둑을 잡을 수 있다[12][13].
경찰이 도둑을 잡았다고 하는 조건에 대해서는 터치로만 정하지 않고 지역에 따라 다른 방법으로도 잡는 규칙이 존재한다.
잡힌 도둑은 감옥에 가지만, 같은 팀 중에서 잡히지 않은 도둑이 터치를 하면 감옥에서 나와 다시 도망갈 수가 있다[10][11][12][14].
경찰은 감옥을 지키는 사람을 두며[11], 도둑은 같은 팀을 구하기 위한 ‘미끼’가 되는 등의 작전이 필요하게 된다[5].
4. 놀이 종료
도둑이 모두 잡히면 경찰의 승리가 되며[3] 도둑과 경찰이 교대해서 다음 게임을 진행한다[10][12][13][14].

## 참고 문헌
- 穐丸武臣 (2010년). 〈伝承遊びの実施状況と課題-園種・設置形態による比較-〉 [전승놀이의 실시상황과 과제 -원종·설치형태에 따른 비교-]. 《名古屋経営短期大学紀要》 [나고야 경영 단기대학 기요] 51. 名古屋経営短期大学. 57~70쪽. doi:10.14995/00000296.
- 穐丸武臣; 丹羽孝; 勅使千鶴. 〈日本における伝承遊び実施状況と保育者の認識〉 [일본의 전승놀이 실시상황과 보육자의 인식]. 《人間文化研究》 [인간문화연구]. 名古屋市立大学大学院人間文化研究科. 7~78쪽. ISSN 1348-0308.
- 小川博久 (1988년). 〈「鬼遊び」の分類をめぐって-分類の目的と方法論-〉 [‘술래놀이’의 분류를 놓고 -분류의 목적과 방법론-]. 《日本保育学会大会研究論文集》 [일본보육학회대회 연구논문] 제41권. 日本保育学会大会準備委員会. 512~513쪽.
- 一般社団法人鬼ごっこ協会 (2018년). 《まるごと鬼ごっこ》 [통째로 술래잡기]. いかだ社. ISBN 978-4-87051-496-6.
- 亀卦川茂 (2007년). 《たのしい放課後遊び〈1〉校庭遊び〈上〉》 [즐거운 방과후 놀이〈1〉학교 운동장 놀이 〈1〉]. 汐文社. ISBN 978-4-8113-8427-6.
- 加古里子 (2008년). 《伝承遊び考3 鬼遊び考》 [전승놀이 논문 3 술래놀이 논문]. 小峰書店. ISBN 978-4-338-22603-5.
- 勝木洋子; 森川紅 (1999년). 〈子ども時代のあそび文化・身体活動-幼児教育専攻学生の状況-〉 [어린이 시절 놀이 문화 · 신체활동 -유아교육 전공 학생의 상황-]. 《日本保育学会大会研究論文集》 [일본보육학회대회 연구논문집] 제52권. 日本保育学会大会準備委員会. 498~499쪽.
- 河崎道夫. 〈ルール遊び研究への一視点-『目標水準』仮説の再検討と今後の課題-〉 [규칙 놀이 연구로의 한 시점 -“목표수준” 전설의 재검토와 금후의 과제-]. 《心理科学》 [심리과학]. 1984년 8권. 心理科学研究会. 1~8쪽. doi:10.20789/jraps.8.1_1.
- 河崎道夫. 〈【原著】歴史的構成体としての子どもの遊びの変容〉 [【원저】역사적 구성체로의 어린이 놀이 변모]. 《保育学研究》 [보육학연구]. 2008년 제46권. 日本保育学会. 12~21쪽. doi:10.20617/reccej.46.1_12.
- 河崎道夫; 田中浩司. 〈4歳児のドロケイ遊びの発展 : 演劇空間としての遊び分析(あそび分科会,分科会,心理科学研究会2006年春期研究集会概要)〉 [4세 아동의 경찰과 도둑 놀이의 발전: 연극공간의로의 놀이 분석(놀이분과회, 분과회, 심리학과연구회 2006년 봄 시즌 연구집회개요]. 《心理科学》 [심리과학]. 2007년 27권. 心理科学研究会. 95~96쪽. doi:10.20789/jraps.27.1_95.
- 河崎道夫; 前田明; 張間良子; 村野井均. 〈幼児におけるルール遊びの発達-その1 仮説構成の試み-〉 [유아의 규칙놀이의 발달 -첫 번째 가설구성의 시험-]. 《心理科学》 [심리과학]. 1979년 2권. 心理科学研究会. 39~46쪽. doi:10.20789/jraps.2.1_39}.
- 笹間良彦 (2010년). 《日本こどものあそび図鑑 歴史図像シリーズ3》 [일본 어린이 놀이 도감 역사 도상 시리즈 3]. 遊子館. ISBN 978-4-86361-010-1.
- 菅原道彦 (1996년). 《あそびの学校1》 [놀이 학교 1]. ベースボール・マガジン社. ISBN 4-583-03288-9.
- 杉谷修一. 〈遊びの構造に見られるニューメディアの影響〉 [놀이의 구조에 보이는 뉴미디어의 영향]. 《西南学院大学紀要》 [세이난가쿠인대박 기요]. 2013년 제17권. 植草学園短期大学. 1~11쪽.
- 竹井史郎 (2012년). 《学校であそぼう！ ゲームの達人 3 運動場のあそび》 [학교에서 놀자! 게임의 달인 3 운동장 놀이]. 岩崎書店. ISBN 978-4-265-08253-7.
- 多田千尋 감수 (2002년). 《そとあそび》 [바깥 놀이]. パッチワーク通信社. ISBN 4-89396-657-X.
- 田中浩司. 〈【原著】年長クラスにおける鬼ごっこの指導プロセス-M-GTAを用いた保育者へのインタビューデータの分析-〉 [【원저】연장 교실의 술래잡기 지도 절차 -M-GTA를 사용한 보육자로의 인터뷰 데이터 분석-]. 《教育心理学研究》 [교육심리학 연구]. 2010년 58권. 日本教育心理学会. 212~223쪽. doi:10.5926/jjep.58.212.
- 東京おもちゃ美術館 (2018년). 《日本伝承遊び事典》 [일본전승놀이 사전]. 黎明書房. ISBN 978-4-654-07632-1.
- 戸田雅美; 河邉貴子 (1989년). 〈鬼遊びにおける子どもと『ゲーム』との出会い(1)-動態分析のための2つの視座〉 [술래 놀이의 어린이와 ‘게임’과의 만남 (1) -동태분석을 위한 두 가지 관점]. 《日本保育学会大会研究論文集》 [일본보육학회대회 연구논문] 제42권. 日本保育学会大会準備委員会. 316~317쪽.
- 内藤裕子. 〈近隣住宅地における子供の遊び環境-遊び行為と利用される空間・モノとの関係〉 [인근 주택지의 어린이 놀이 환경-놀이 행위외 이용되는 공간 · 것과의 관계]. 《デザイン学研究》 [디자인학 연구]. 1987권. 日本デザイン学会. 5~12쪽. doi:10.11247/jssdj.1987.5_4.
- 西田順一; 橋本公雄; 山本勝昭. 〈「大福帳」を用いて対人コミュニケーションスキル支援を意図した大学体育実技が初年次学生の大学適応感に及ぼす影響〉 [‘매매원장’을 사용해서 대입 커뮤니케이션 스킬 지원을 의도한 대학 교육 실기가 초년 차학생의 대학 적응감에 미치는 영향]. 《大学体育学》 [대학체육학]. 2009년 제6권. 全国大学体育連合. 43~54쪽. doi:10.20723/jhprd.6.1.0_43.
- 羽崎泰男 (2013년). 《年齢別アレンジつき 元気いっぱい！ 鬼ごっこ50》 [연령별 각색 포함 원기 가득! 술래잡기 50]. ひかりのくに. ISBN 978-4-564-60818-6.
- 増田敦. 〈子どもの遊びを考える(2)『子どもが好む遊びとそのおもしろさ その2-本学スポーツ文化コース学生のアンケート調査から考える-』〉 [어린이 놀이를 생각하다 (2) “ 어린이가 좋아하는 놀이와 그 즐거움 두 번째 -본학교 스포츠 문화 코스 학생의 설문 조사로부터 생각하다-”]. 《比較文化論叢 札幌大学文化学部紀要》 [비교문화논문집]. 2013년 제29권. 札幌大学. 124~102쪽.
- 山路千華. 〈保育内容指導法『環境』の授業における実践的取り組み〉 [보육내용지도법 ‘환경’ 수업의 실전적 대처]. 《白鷗大学教育学部論集》 [하쿠오대학 교육학부 논집]. 2016년 제10권. 白鷗大学教育学部. 479~509쪽.

## 같이 보기
- 술래잡기